# Shahin Suroor
Shahin Suroor (tiếng Ả Rập:شاهين سرور) (sinh ngày 21 tháng 6 năm 1996) là một cầu thủ bóng đá người Các Tiểu vương quốc Ả Rập Thống nhất. Hiện tại anh thi đấu cho Ittihad Kalba.